# Кавказка пленница!
Кавказка пленница! (рус. Кавказская пленница!) - руска комедия на режисьора Максим Воронков. Това е римейк на комедията на Леонид Гайдай от 1967 г., въпреки че, според самия режисьор, той не е искал да прави римейк, а „да направи страхотна филмова атракция за по-младото поколение“. Премиерата на филма е на 21 август 2014 г. Филмът в руския боксофис имаше възрастова граница 12+ и беше посветен на паметта на Иля Олейников. Както в случая с оригиналната картина, снимките се състояха в Крим, а не в Северен Кавказ. Слоган: Историята се повтаря! Филмът се провали в боксофиса, тоест дори не възстанови собствения си бюджет в боксофиса..

## Сюжет
Внимание:  Текстът по-долу разкрива сюжета на произведението (или части от него)!
Сюжетът като цяло напълно повтаря историята на оригиналната комедия: журналистът Шурик лети до Кавказ, за да изучава местната култура и фолклор. В град Горск той среща момиче на име Нина, за което кметът на Горск Георгий Гаджиевич Саахов планира да се ожени. Използвайки журналист, Саахов и неговите поддръжници (трус, балбес, бивалий) отвличат Нина. Осъзнавайки, че е измамен, Шурик се втурва да спаси приятелката си.
Има обаче някои разлики от оригинала. Например, Нина се влюбва в Шурик неслучайно, когато съдбата многократно ги тласка заедно, а от самото начало на филма. Съдържанието на някои сцени е променено - например забавлението на пленник в дачата на Саахов.
Сцената на отмъщението се разиграва в подземен паркинг: отмъстителите се втурват в него на кон и бутат Саахов в багажника на собствената му кола, но той бяга и след това е настигнат от изстрел от заряд сол. На процеса се оказва, че съдията изглежда като антагонист, като брат близнак. В резултат на това Саахов, за разлика от оригиналния филм, е оправдан. Тези два епизода загатват за непотизъм и отвличания в багажника на кола, характерни „останки” от съвременния Кавказ.

## В ролите
- Дмитрий Шаракойс като журналиста Шурик (озвучен от Сергей Бурунов)
- Анастасия Задорожная в ролята на красавицата Нина
- Генадий Хазанов като губернатор Саахов
- Семьон Стругачов като "Страхливец"
- Николай Добринин като "Глупак"
- Сергей Степанченко като "Професионалистът"
- Михаил Ефремов като администратор на хотел
- Юли Гусман като главен лекар на психиатричната болница
- Руслана Писанка като шофьор на такси
- Евклид Кюрдзидис като полицай
- Лариса Удовиченко като медицинска сестра

## Отдаване под наем и критика
Върху снимката падна вълна от негативни критики. Изключително негативни отзиви за филма публикуваха Комсомолска Правда. Повечето от тези прегледи бяха сведени до факта, че римейкът е неуспешно копие на картината на Гайдай, която възпроизвежда почти кадър по кадър; и редките моменти, в които филмът се отклонява от оригинала, излязоха като вулгарни и несполучливи.
На уебсайта на Мегакритик филмът има оценка 25 от 100, на КиноПоиск- 1,1 от 10. Филмът също се провали в боксофиса, като спечели 179 843 долара при бюджет от 3,5 милиона долара.